# Symphyotrichum potosinum
Symphyotrichum potosinum (trước đây mang tên Aster potosinus, thường được gọi là cây cúc tây núi Santa Rita) là một loài thực vật có hoa trong họ Cúc, có nguồn gốc từ Mexico và bang Arizona của Hoa Kỳ. Nó là một loại cây thân thảo lâu năm, có thể cao từ 15 đến 45 cm (6 đến 18 inch). S. potosinum được Asa Gray và Guy L. Nesom miêu tả khoa học đầu tiên năm 1995.

## Miêu tả
Symphyotrichum potosinum là một loại cây thân thảo lâu năm, ra hoa từ tháng 6 đến tháng 9. Nó có chiều cao từ 15 đến 45 cm (6 đến 18 inch), và mọc thành cụm với thân rễ trong hệ thống rễ của nó. Loài này có từ một đến ba thân, thường mọc lên hoặc mọc thẳng. Thân cây màu xanh lục nhưng đôi khi có màu tía hay nâu tía. Mặc dù không có lông hoặc gần như vậy, nhưng thân cây có một ít lông ở nách lá nơi lá giáp với thân.

### Lá cây
Lá của S. potosinum mỏng như cỏ. Giống như thân cây, chúng có rất ít hoặc không có lông. Những chiếc lá ở gốc có cuống dài, có bẹ và thưa thớt, dài từ 4 đến 11 cm (1,6 đến 4,3 inch) và rộng 5–7 mm. Vào thời điểm cây ra hoa, các lá gốc thường bị héo, nhưng các lá thân thường vẫn còn. Các lá dọc theo thân có chiều dài từ 5 đến 12 cm (2 đến 5 in) và đôi khi lên đến 18 cm (7 in). Chúng cũng giống cỏ và thường không rộng như ở gốc, chỉ khoảng từ 1–6 mm. Các lá cao nhất trên thân có dạng giống cỏ hoặc hình dùi với đầu nhọn, dài từ 1 đến 5 cm (0,4 đến 2,0 in) và chỉ rộng 1–2 mm.

### Hoa
Cụm hoa của Symphyotrichum potosinum bao gồm từ 3 đến 20 đầu hoa thông thường, với các nhánh của chúng mọc ở góc 45–50° so với thân. Mỗi đầu có một chùm không lông dài 1–4 cm (0,4–1,6 in) với 1–4 lá bắc. Các tổng bao có hình dạng từ hình trụ đến hình bán cầu và dài 5–7,3 mm.
Loài này có 14–27 chùm hoa tia màu trắng, dài từ 4,6 đến 10,3 mm và rộng 1,3–2 mm. Thường có 18–35 bông hoa hình đĩa màu vàng với các thùy trải rộng hình tam giác khi chúng nở.

### Nhiễm sắc thể
Symphyotrichum potosinum có bộ năm nhiễm sắc thể (x = 5) với số lượng lưỡng bội là 10.

## Phân bố và môi trường sống
Cây cúc tây núi Santa Rita có nguồn gốc từ Arizona và Mexico. Kể từ tháng 10 năm 2021, ở Hoa Kỳ nó chỉ còn được ghi nhận trong quận Cochise, Arizona. Ở Mexico, nó sinh sống tại bang Aguascalientes, Chihuahua, Durango, Guanajuato, Guerrero, Hidalgo, Jalisco, México, Michoacan, Oaxaca, Puebla, San Luis Potosí, Sonora, Veracruz và Zacatecas. S. potosinum sinh trưởng trong trong đất bùn và ẩm ướt trên các bờ suối trên núi, thường có độ cao 1.500–1.900 m (4.920–6.230 ft).

## Bảo tồn
NatureServe liệt kê Symphyotrichum potosinum thuộc nhóm Nguy cấp (G2) trên toàn thế giới và Cực kỳ nguy cấp (S1) ở Arizona. Loài này đã bị tuyệt chủng ở dãy núi Santa Rita và có thể cả dãy núi Chiricahua. Nó đang bị đe dọa bởi việc bảo trì đường bộ, giải trí, cùng với sự phá hủy nguồn cung cấp nước và môi trường sống. Tình trạng toàn cầu của nó được NatureServe đánh giá lần cuối vào ngày 15 tháng 12 năm 2015. Tình trạng của loài này ở Mexico không được biết đến.